# تپه مروان
تپه مروان مربوط به عصر مس و سنگ - سده‌های اولیه دوران‌های تاریخی پس از اسلام است و در شهرستان همدان، بخش مرکزی، دهستان الوند کوه غربی، ۸۰۰ متری روستای دیزج واقع شده و این اثر در تاریخ ۶ اسفند ۱۳۸۵ با شمارهٔ ثبت ۱۷۴۶۰ به‌عنوان یکی از آثار ملی ایران به ثبت رسیده است.